# Messier 62
Messier 62 (znana również jako M62 lub NGC 6266) – gromada kulista w gwiazdozbiorze Wężownika. Odkrył ją 7 czerwca 1771 roku Charles Messier, 4 czerwca 1779 roku znalazła się w katalogu Messiera.

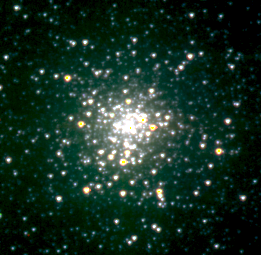
M62 w podczerwieni

Obiekt jest oddalony o 22,5 tys. lat świetlnych od Ziemi oraz 6,1 tys. lat świetlnych od centrum Galaktyki. Ma jasność 6,5m. W M62 znajduje się 89 gwiazd zmiennych, głównie typu RR Lyrae, oraz wiele rentgenowskich układów podwójnych.